# معروف الدوالیبی
معروف الدوالیبی (به عربی: معروف الدوالیبی) (متولد ۲۹ مارس ۱۹۰۹ در حلب – متوفی ۱۵ ژانویه ۲۰۰۴ در ریاض) نخست‌وزیر سوریه بود. همچنین وی از تاریخ ۲۳ ژوئن ۱۹۵۱ تا ۳۰ سپتامبر ۱۹۵۱ سخنگوی مجلس بود.